# Rhopalephora vitiensis
Rhopalephora vitiensis là một loài thực vật có hoa trong họ Commelinaceae. Loài này được (Seem.) Faden miêu tả khoa học đầu tiên năm 1977.